# Bernicie
Bernicie (anglicky Bernicia, staroanglicky Bernice, Bryneich, Beornice; latinsky Bernicia) bylo anglosaské království založené kmenem Anglů v 6. století na území současného jihovýchodního Skotska a severovýchodní Anglie. Území anglosaské Bernicie mělo přibližně stejný rozsah jako moderní hrabství Northumberland a Durham v Anglii a Berwickshire a East Lothian ve Skotsku a táhlo se od zálivu Firth of Forth na severu až po řeku Tees na jihu.
Hranice Bernicie se značně rozšířily, když se na počátku 7. století spojila se svým jižním sousedem, královstvím Deira, a vzniklo království Northumbrie.

## BritonskýBryneich

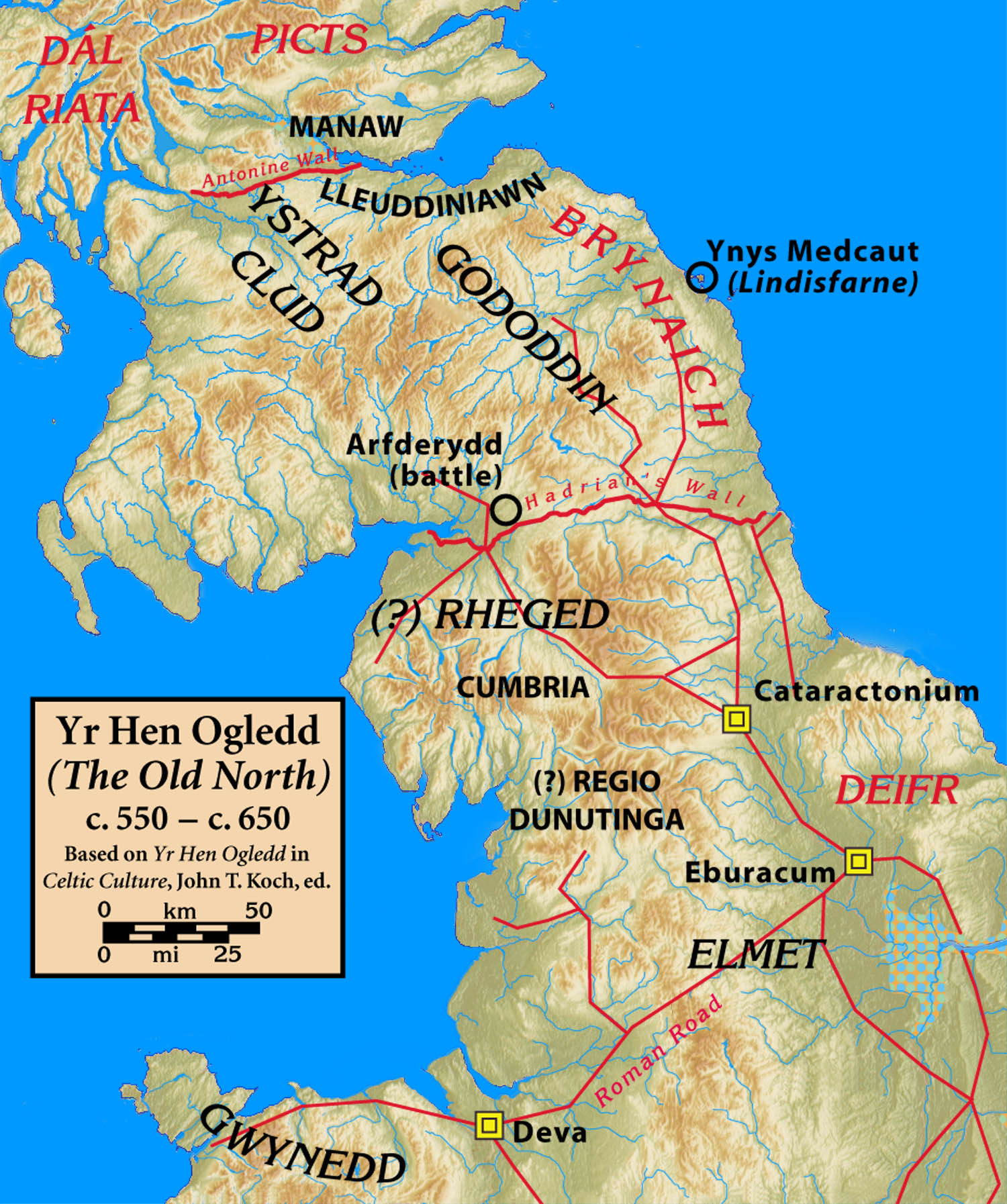
Y Hen Gogledd neboli „Starý sever“

### Etymologie
Bernicie se vyskytuje ve starovelšské poezii jako Bryneich nebo Brynaich a v historickém díle Historia Brittonum (§ 61) z 9. století jako Berneich nebo Birneich. S největší pravděpodobností to bylo jméno domorodého britonského království, jehož jméno poté přijali anglosaští osadníci a do staroangličtiny přeložili jako Bernice nebo Beornice. Proti tomu hypotéza vykládající tato jména jako britonskou adaptaci dřívější anglosaské formy je považována za méně pravděpodobnou.
Místní jazykové důkazy naznačují trvalou politickou aktivitu v této oblasti před příchodem Anglů. Důležitá anglosaská centra v Bernicii nesou jména britonského původu nebo jsou známá pod britonskými jmény jinde: Bamburgh se v Historii Brittonum nazývá Din Guaire; Dunbar, kde byl kdysi vězněn sv. Wilfrid, představuje Dinbaera; a jméno Coldinghamu udává Bede Ctihodný jako Coludi urbs („město Colud“), kde pravděpodobně „Colud“ představuje britonskou podobu jména hradiště na skalním ostrohu St Abb's Head.
Shodu nepřinesla analýza potenciálního kořenu jména. Nejčastěji citovaná etymologie předběžně navržená anglickým lingvistou Kennethem H. Jacksonem (1909–1991) předkládá význam jako „Země horských průsmyků“ nebo „Země mezer“. Dřívější odvozování názvu od kmenového jména Brigantů bylo zamítnuto jako lingvisticky nevhodné. V roce 1997 naznačil současný americký historik John T. Koch, že v důsledku anglosaské expanze v průběhu 7. století na tomto území pravděpodobná primární forma *Bernech splynula s původní formou *Brïγent znamenající starou civitas Brigantum.

### Historie
Britonské království v této oblasti bylo vytvořeno z někdejších jižních zemí Votadinů, pravděpodobně jako součást dělení domnělé „velké severní říše“ britonského vůdce Coela Hena kolem roku 420. Tato severní říše je velšskými učenci označována jako Yr Hen Ogledd, doslovně „Starý sever“. Království mohlo být ovládáno z místa, které se později stalo anglosaským Bamburghem, který se rozhodně ve velšských zdrojích vyskytuje jako Din Guardi. V blízkosti tohoto významného sídla ležel ostrov Lindisfarne (ve velštině dříve známý jako Ynys Metcaut), který se stal sídlem bernicijských biskupů. Není známo, kdy Anglové nakonec dobyli celou oblast, ale je pravděpodobné, že kolem roku 604.

### Králové britonskéhoBryneichu
Existuje několik starých velšských knížecích rodokmenů „mužů severu“ (Gwŷr y Gogledd), které mohou představovat krále britonského království v oblasti, která mohla být nazývána Bryneich. Anglický historik John Morris (1913–1977) předpokládal, že linie jistého britonského knížete nebo možná krále ze severní Británie Morcanta Bulca odkazovala na tyto vládce hlavně proto, že ho identifikoval coby vraha krále království Yr Hen Ogledd Uriena Rhegeda, který v té době obléhal Lindisfarne.

## Anglosaská Bernicie

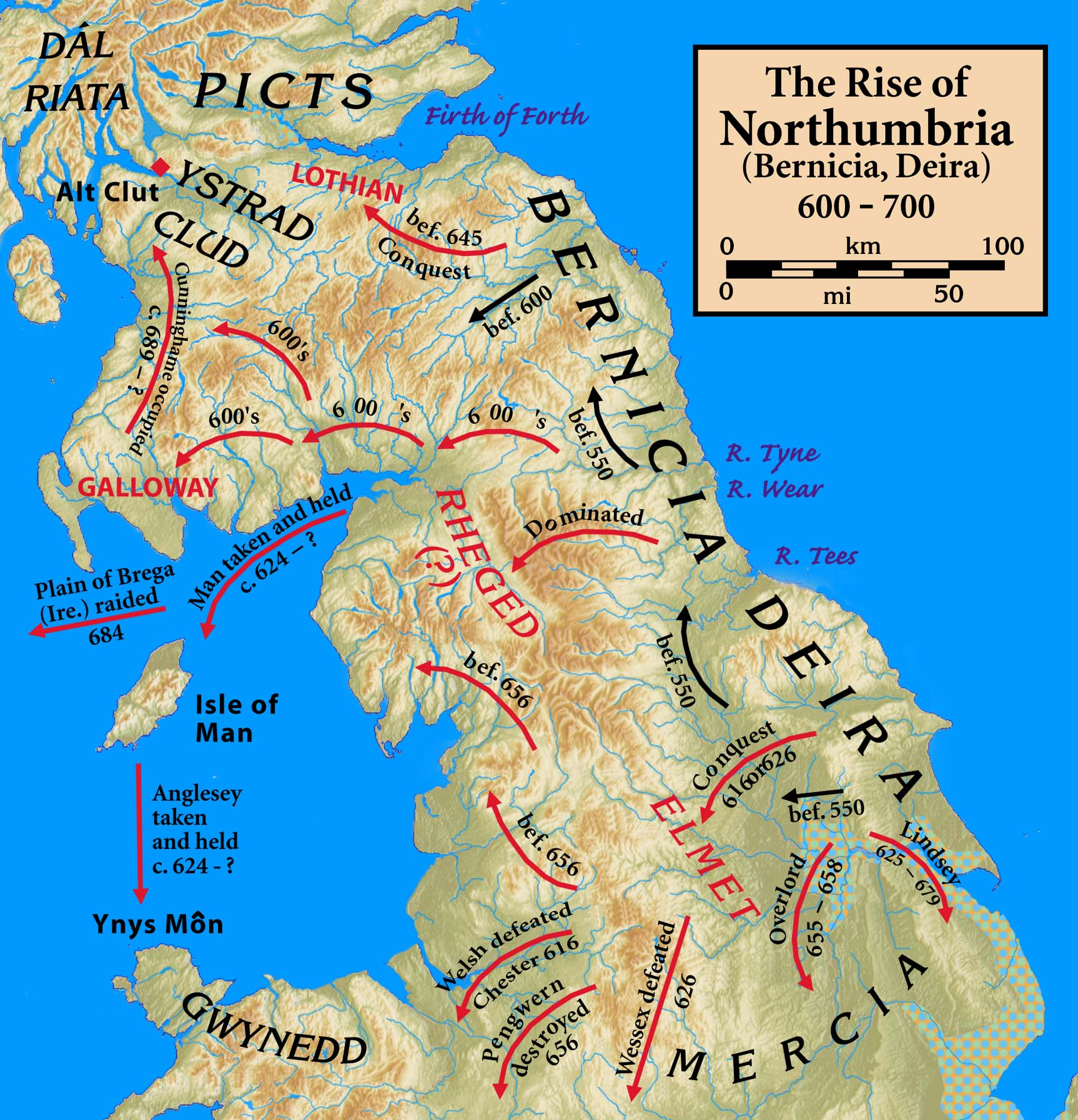
Vzestup Northumbrie zhruba v letech 600–700.

Někteří Anglové z Bernicie (staroanglicky: Beornice) mohli sloužit jako žoldnéři podél Hadriánova valu v závěru římského období. O jiných se předpokládá, že z Deiry na počátku 6. století migrovali po moři na sever(staroanglicky: Derenrice nebo Dere). Prvním anglosaským králem v historických záznamech je Ida, který údajně získal trůn a království kolem roku 547. Jeho synové strávili mnoho let bojem proti spojeným silám okolních britonských království, dokud se jejich spojenectví nezhroutilo a nepropadlo do bratrovražedné války..

### Násilně sjednocená Northumbrie
Idův vnuk Æthelfrith spojil v roce 604 své království se sousedním královstvím Deira v jedno království Northumbrie. Vládl nad oběma královstvími, dokud nebyl poražen a zabit králem Východní Anglie Rædwaldem kolem roku 616. Král Rædwald předtím poskytl útočiště Edwinovi, synovi krále Deiry Ælly. Edwin se poté stal králem Bernicie i Deiry. Počáteční období Edwinovy vlády bylo pravděpodobně vyplněno snahou zlomit zbývající odpor britonských exulantů z původního britonského království, kteří operovali z království Gododdinů na „Starém severu“. Poté, co porazil zbývající britonskou populaci této oblasti, zapletl se Edwin do podobné války k podmanění nezávislého britonského království Elmet (kumbrijsky mluvící území), které kdysi existovalo v současném regionu West Riding v největším tradičním hrabství Yorkshire poblíž Leedsu. Tento konflikt ho vtáhl do přímého střetu s vlastním Walesem.
Po katastrofální bitvě na Hatfield Chase 12. října 633, v níž byl Edwin poražen a zabit králem Gwyneddu Cadwallonem ap Cadfanem a mercijským králem Pendou, byla Northumbrie opět rozdělena na Bernicii a Deiru. Bernicii poté krátce vládl Æthelfrithův syn král Eanfrith. Ten ale asi po roce vlády odešel ke králi Cadwallonovi, aby se domáhal míru, a byl zabit. Eanfrithův bratr Oswald poté dal dohromady armádu, a nakonec v roce 634 porazil krále Cadwallona v bitvě u Heavenfieldu.
Po tomto vítězství se zdá, že byl Oswald jak Bernicijskými, tak Deirskými uznán králem opravdu sjednocené Northumbrie. Králové pocházející z Bernicie měli poté v Northumbrii vrcholnou moc, ačkoli čas od času měla Deira, za vlády northumbrijských králů Oswiu a jeho syna Ecgfritha, své vlastní podkrále.

### Závěrečné období Northumbrie 866–973

Anglie v roce 878. Nezávislý zbytek bývalého království Northumbrie (žlutá barva) se nacházel na sever od Danelaw (růžová barva).

Po rozhodující porážce northumbrijských sil vikingskou Velkou pohanskou armádou u Yorku v roce 867 se spojené království Northumbrie rozpadlo. Většina Bernicie zůstala de facto nezávislým královstvím, zatímco jižní Deira se stala součástí norsko-dánského Danelawu. Západní Bernicie se dostala pod kontrolu království Strathclyde. V roce 973 byla skotská suverenita nad severní Bernicií, v současnosti nazývaná Lothian, uznána anglickým králem Edgarem.

### Králové Bernicie
- Ida, Eoppův syn (547–559)
- Glappa, možná Idův bratr (559–560)
- Adda, Idův syn (560–568)
- Æthelric, Idův syn (568–572)
- Theodric, Idův syn (572–579)
- Frithuwald, možná Addův syn (579–585)
- Hussa, možná Addův syn (585–593)
- Æthelfrith (593–616)
- pod vládou Deiry: Edwin (616–633)
- Eanfrith, Æthelfrithův syn (633–634)
- za Æthelfrithova syna Oswalda se Bernicie spojila s Deirou a vytvořila království Northumbrie, existující od roku 634 až do vikingské invaze v 9. století.